# Japan Amateur Radio League
Japan Amateur Radio League (JARL) – organizacja non-profit zrzeszającą japońskich krótkofalowców.
JARL została założona w 1926 roku przez grupę japońskich entuzjastów łączności radiowej w celu promowania rozwoju i wykorzystywania technologii fal radiowych.